# Frederikshavnmotorvejen

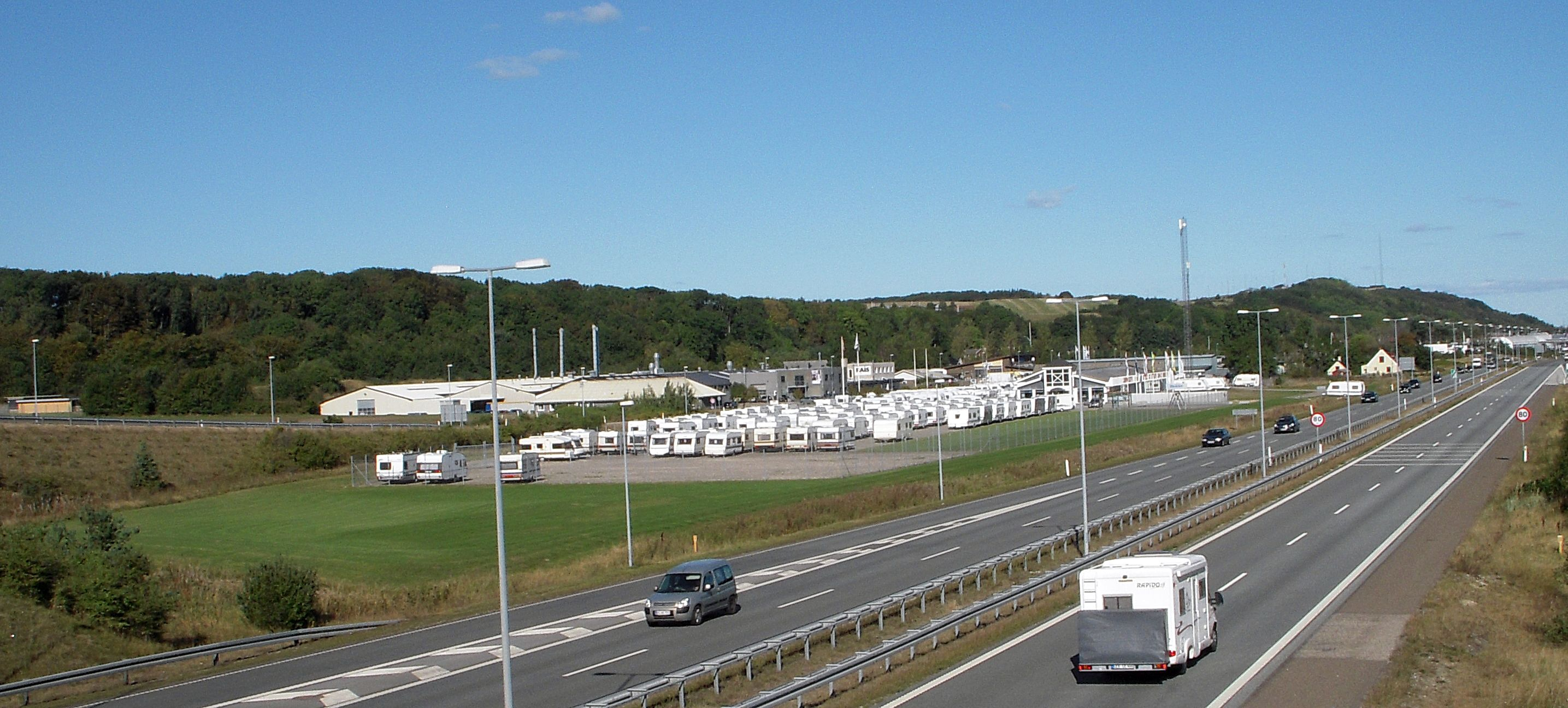
Die Autobahn nahe ihrem Nordende bei Haldberg-Vangen (2013)

Der Frederikshavnmotorvejen ist eine dänische Autobahn im Zug der Europastraße 45. Er verbindet den Fährhafen Frederikshavn (mit Fährverbindungen nach Göteborg und Oslo) nach einem kurzen Zwischenstück als Landstraße mit Aalborg in Jütland (dänisch: Jylland), an dessen Nordrand er auf die von Hirtshals kommende Autobahn Hirtshalsmotorvejen (E 39) trifft und nach Süden in die Autobahn Nordjyske Motorvej übergeht. Die Länge der Autobahn wird mit 51 km angegeben.
Die Autobahn ist durchgehend vierspurig ausgebaut. Intern trägt sie größtenteils die Nummer M80.

## Geschichte
Die Autobahn wurde durchgehend im Jahr 2000 fertiggestellt.